# Cornella de Sinaloa
La cornella de Sinaloa (Corvus sinaloae) és un ocell de la família dels còrvids (Corvidae).

## Hàbitat i distribució
Habita boscos i terres de conreu a les terres baixes de la costa mexicana del Pacific, des del sud de Sonora cap al sud fins Nayarit i Colima.